# Selenops radiatus
Selenops radiatus là một loài nhện trong họ Selenopidae.